# Kulturhuset Grand, Borgå
Kulturhuset Grand är ett finlandssvenskt kulturhus beläget i Borgå i östra Nyland. Husets historia sträcker sig tillbaka till 1930-talet, och det har sedan dess fungerat som ett svenskspråkigt rum i såväl Borgå som hela östra Nyland. Kulturföreningen Grand r.f. är verksam i byggnaden. Föreningen är en allmännyttig organisation som grundades år 1998 i syfte att värna om och stöda kulturverksamhet i Borgå samt bedriva verksamhet i Kulturhuset Grand. Luckan i Borgå öppnades år 1999 i föreningens regi, samtidigt som Kulturföreningen Grand inledde sin verksamhet.

## Verksamhet
Kulturföreningen Grand är hyresgäst hos Fastighets Ab Svenska Gården i Borgå. I föreningens utrymmen ingår Luckan, aulan, foajén, salen med backstage samt tre kabinett. Husets aula används på mångsidiga sätt – både för konstutställningar och för Luckans informations- och försäljningsverksamhet. I aulan finns också en livligt besökt tidningsläshörna med dagstidningar och mindre publikationer, samt en aktiv bokbytarhylla. Aulan fungerar dessutom som ett vardagsrum för besökare och används ibland även som mötesutrymme. På andra våningen finns konsertsalen, samt lokaler för fester, möten och konferenser.
Luckan i Borgå är den östligaste av landets tio Luckor, vilka finns på tolv orter runtom i Finland. Luckan-nätverket driver gemensamma projekt inom bland annat ungdomsverksamhet, integration och barnkultur.
Kulturföreningen Grand r.f. är en del av den tredje sektorn och har en stark förankring i det finlandssvenska samhället. Föreningens uppdrag är att utgöra ett svenskt rum i centrala Borgå och fungera som en viktig mötesplats för föreningar, företag och enskilda aktörer.